# Mariamdżwari
Mariamdżwari (gruz. მარიამჯვარი) – wieś w Gruzji, w regionie Kachetia, w gminie Sagaredżo. W 2014 roku liczyła 9 mieszkańców.